# غالب ناهي
غالب ناهي ساهي الخفاجي (1932 - 2000) هو رسام وفنان تشكيلي عراقي، ساهم في عدد من المعارض داخل العراق، وله ميل في فن الصيانة، وفي الحفر والطباعة حيث أبدع فيهما بشكل كبير.

## حياته
ولد غالب ناهي في مدينة العمارة عام 1932 في محافظة ميسان، أكمل دراسته الابتدائية والثانوية فيها عام 1950، انتقل الى بغداد في بداية الخمسينيات ليكمل دراسته الأكاديمية في معهد الفنون الجميلة وحصل على دبلوم رسم عام 1954، أقام أول معرض شخصي له في عام 1963 في روما عندما كان يكمل درسته في الأكاديمية الملكية للفنون في لاتسيو التي تخرج منها عام 1965 وحصل على دبلوم في فن الكرافيك، ثم بعد تخرجه قرر العودة للعراق ليعمل استاذاً في قسم التصميم والكرافيك في كلية الفنون الجميلة بجامعة بغداد عام 1966، دُعي لمؤتمر فني في يوغسلافيا عام 1979 مع عدد من الفنان العالميين آنذاك، سافر الى الأردن في منتصف التسعينيات وعمل استاذا في جامعة اليرموك في أربد، كتب عنه نوري الراوي وشوكت الربيعي وعبد الرحمن الربيعي، وله كراس منهجي بعنوان "الفن الشعبي" طبع سنة 1985.

## وفاته
توفي الفنان غالب ناهي عام 2000 عن عمر ناهز 68 عاماً في الأردن.

## روابط خارجية
- ملف الفنان في موقع أرشيف الفن العراقي الحديث
- لوحة للفنان على موقع hindiyehmuseum